# Rai 4K

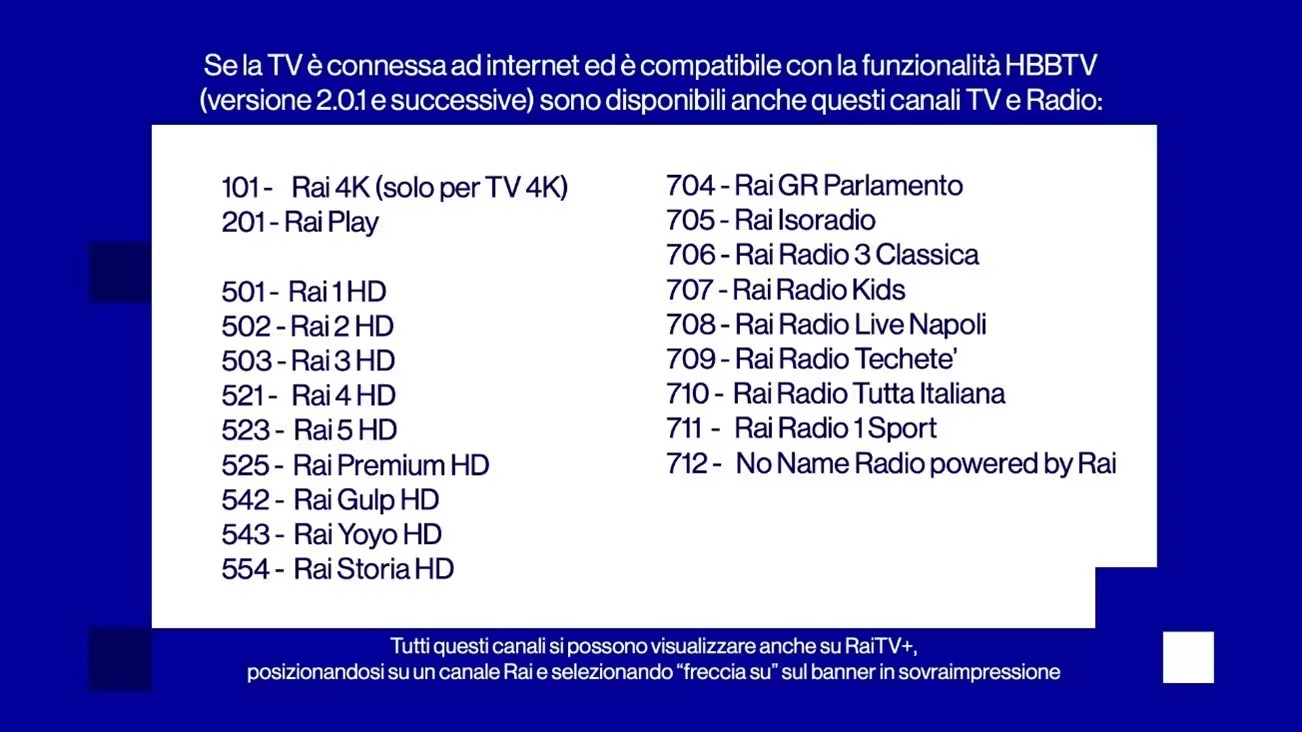
Canali disponibili esclusivamente via HbbTV della Rai. Tra questi compare appunto Rai 4K

Rai 4K è un canale televisivo italiano edito da Rai in collaborazione con Eutelsat, il primo a trasmettere in 4K in seguito all'avvio delle trasmissioni in tale risoluzione in Italia. È diffuso sia via satellite tramite la piattaforma gratuita Tivùsat sul canale 210, sia via internet tramite la piattaforma HbbTV (versione 2.0.1 o successiva) sul canale 101 del digitale terrestre.

## Versioni

### Satellite
Il primo evento ad essere trasmesso sul canale fu la partita Polonia - Portogallo, primo incontro dei quarti di finale del campionato europeo di calcio 2016, trasmesso in diretta il 30 giugno 2016. Nei giorni seguenti furono trasmesse le rimanenti partite, inclusa la finale. Nel corso degli anni successivi, il canale è stato attivato in occasione di grandi eventi trasmessi in 4K nativo (talvolta anche in HDR HLG), cambiando spesso frequenza. Per gli eventi di Vatican Media, il canale trasmette in chiaro ed è visibile in tutta Europa (anche da decoder Sky Q). Dal 15 luglio 2019 trasmette un rullo di produzioni Rai in 4K, divenendo attivo 24 ore su 24. Dal 5 novembre 2019 il canale è passato sotto la completa gestione della Rai. Durante il 2021 era prevista la trasformazione del canale in un simulcast permanente di Rai 1 e di altre reti del gruppo in occasioni di eventi speciali, in maniera del tutto simile a come veniva gestito Rai HD. La Rai ha effettuato un primo test di prova tra il 15 e il 16 febbraio 2024, cosa poi ripetuta dal 14 giugno dello stesso anno in vista degli Europei di calcio 2024.

### HbbTV
Dalla fine del 2018 è in fase di test una versione del canale trasmessa via Internet e accessibile dall'applicazione HbbTV Rai Tv+ (dalla versione 2.0.1 in poi), presente sui mux Rai del digitale terrestre e utilizzabile su televisori o decoder 4K connessi a Internet. Dal 3 novembre 2022, in occasione del campionato mondiale di calcio 2022, il canale è disponibile anche in modalità JUMP sulla LCN 101 del digitale terrestre sempre sfruttando l'HbbTV. 

### Digitale terrestre
In passato, in Valle d'Aosta e nelle aree coperte dalla postazione di Torino Eremo, era presente una versione in standard DVB-T2, la quale aveva però una programmazione totalmente diversa dalla versione satellitare.

### RaiPlay
In occasione del campionato europeo di calcio 2020, svoltosi nel 2021, gli incontri erano visibili in 4K sulle smart TV abilitate tramite il canale RaiPlay 4K, il quale non era altro che una ritrasmissione del segnale di Rai 4K. Da febbraio 2023 la diretta di quest'ultimo è disponibile anche su RaiPlay.
In occasione del Festival di Sanremo 2023, il canale ne ha ritrasmesso tutte le serate in upscale. Dall'edizione successiva è trasmesso in 4K nativo.

## Loghi

30 giugno 2016 - 10 aprile 2017
In uso dal 10 aprile 2017

### Indicazione su schermo di un programma in ultra alta definizione
Dal 2018, sotto la luminosa di rete, è stato aggiunto un rimando al canale 210 di Tivùsat qualora il programma trasmesso sia disponibile in simulcast su Rai 4K, similmente a quanto accadeva per l'alta definizione. Nel dettaglio, vi è la dicitura "4k ch 210 tivùsat" mentre sui canali in definizione standard, invece, tale scritta appariva fino al 2021 ed era posizionata sotto quella che rimandava al canale in HD.

## Palinsesto
Il palinsesto del canale consiste in un rullo in onda a ciclo continuo con le migliori produzioni Rai realizzate in 4K ed è attivo sulla versione satellitare dal 15 luglio 2019. Tali programmi sono trasmessi con la tecnologia HDR HLG e nel formato audio Dolby Digital Plus. Il rullo viene interrotto in caso di eventi in simulcast.
- Donne e Dee di Sardegna
- Cogne: lo sci al cospetto del Gran Paradiso
- Roma, Napoli, Venezia... In un crescendo rossiniano
- Il Barbiere di Siviglia
- Aosta: la fiera millenaria di Sant'Orso
- La Boheme
- Valle d'Aosta medievale
- Carmen (prima e seconda parte)
- Palermo Renaissance
- Valle d'Aosta: la montagna in 4K
- Meraviglie - La Penisola dei tesori: Best Of (dal 1º agosto)
- Speciale TG1
- TG1 Dialogo Giubileo

### Programmi in simulcast
Nella tabella sono indicati i programmi in definizione 4K nativa in simulcast con altri canali Rai. Tra il 15 e il 16 febbraio 2024, inoltre il canale ha trasmesso, sotto forma di test temporaneo, il simulcast di Rai 1 upscalato dal Full HD.
| Messa in onda                                                                               | Programma o evento televisivo                                                                    | Genere                   | Rete                    | Note                                                                  |
| ------------------------------------------------------------------------------------------- | ------------------------------------------------------------------------------------------------ | ------------------------ | ----------------------- | --------------------------------------------------------------------- |
| 30 giugno - 10 luglio 2016                                                                  | Campionato europeo di calcio 2016                                                                | Sport                    | Rai 1                   | 7 partite. Free to view sulla piattaforma Tivùsat con smart card Gold |
| 18 ottobre - 8 novembre 2016                                                                | I Medici                                                                                         | Fiction                  | Rai 1                   | Prima stagione                                                        |
| 27 dicembre 2016 (in replica l'8 aprile 2020)                                               | Stanotte a San Pietro: viaggio tra le meraviglie del Vaticano                                    | Documentario             | Rai 1                   |                                                                       |
| 13 giugno 2017                                                                              | Stanotte a Venezia                                                                               | Documentario             | Rai 1                   |                                                                       |
| 3 luglio 2017 (in replica il 25 marzo 2020)                                                 | Stanotte a Venezia                                                                               | Documentario             | Rai 1                   | Primo utilizzo commerciale dell'HDR HLG                               |
| 13 dicembre 2017                                                                            | Suspiria                                                                                         | Film                     | Rai 4                   |                                                                       |
| 24 dicembre 2017                                                                            | Santa Messa di Natale                                                                            | Religione                | Rai 1                   | In chiaro (FTA)                                                       |
| 4 - 24 gennaio 2018 (in replica dal 15 aprile al 29 aprile 2020)                            | Meraviglie - La penisola dei tesori                                                              | Documentario             | Rai 1                   |                                                                       |
| 17 marzo 2018                                                                               | Elysium                                                                                          | Film                     | Rai 4                   |                                                                       |
| 17 maggio 2018                                                                              | The Equalizer - Il vendicatore                                                                   | Film                     | Rai 4                   |                                                                       |
| 22 settembre 2018 (in replica il 9 dicembre 2020)                                           | Stanotte a Pompei                                                                                | Documentario             | Rai 1                   | HDR HLG                                                               |
| 29 settembre - 20 ottobre 2018 (in replica il 13 marzo, il 28 ottobre e il 4 novembre 2020) | Ulisse - Il piacere della scoperta                                                               | Documentario             | Rai 1                   |                                                                       |
| 23 ottobre - 13 novembre 2018                                                               | I Medici                                                                                         | Fiction                  | Rai 1                   | Seconda stagione                                                      |
| 27 novembre - 18 dicembre 2018                                                              | L'amica geniale                                                                                  | Fiction                  | Rai 1                   |                                                                       |
| 28 novembre 2018                                                                            | UEFA Champions League: Tottenham - Inter                                                         | Sport                    | Rai 1                   |                                                                       |
| 12 dicembre 2018                                                                            | UEFA Champions League: Juventus - Young Boys                                                     | Sport                    | Rai 1                   |                                                                       |
| 24 dicembre 2018                                                                            | Santa Messa di Natale                                                                            | Religione                | Rai 1                   | In chiaro (FTA)                                                       |
| 4 - 26 marzo 2019                                                                           | Il nome della rosa                                                                               | Fiction                  | Rai 1                   |                                                                       |
| 12 marzo 2019 (in replica il 6 maggio 2020)                                                 | Meraviglie - La penisola dei tesori                                                              | Documentario             | Rai 1                   | Registrato con telecamere 8K                                          |
| 13 marzo 2019                                                                               | UEFA Champions League: Bayern Monaco - Liverpool                                                 | Sport                    | Rai 1                   | HDR HLG                                                               |
| 17 aprile 2019                                                                              | UEFA Champions League: Manchester City - Tottenham                                               | Sport                    | Rai 1                   | HDR HLG                                                               |
| 21 aprile 2019                                                                              | Santa Messa di Pasqua e Benedizione "Urbi et Orbi"                                               | Religione                | Rai 1                   | In chiaro (FTA), HDR HLG                                              |
| 1º maggio 2019                                                                              | UEFA Champions League: Barcellona - Liverpool                                                    | Sport                    | Rai 1                   | HDR HLG                                                               |
| 1º giugno 2019                                                                              | UEFA Champions League: Tottenham - Liverpool                                                     | Sport                    | Rai 1                   | HDR HLG                                                               |
| 20 luglio 2019 (in replica il 2 novembre 2019)                                              | Ulisse - Quella notte sulla Luna                                                                 | Documentario             | Rai 1                   | Puntata speciale di Ulisse                                            |
| 21 settembre - 26 ottobre 2019 (in replica il 23 dicembre 2020)                             | Ulisse - Il piacere della scoperta                                                               | Documentario             | Rai 1                   |                                                                       |
| 2 - 11 dicembre 2019                                                                        | I Medici                                                                                         | Fiction                  | Rai 1                   | Terza stagione                                                        |
| 4 - 25 gennaio 2020                                                                         | Meraviglie - La penisola dei tesori                                                              | Documentario             | Rai 1                   |                                                                       |
| 10 febbraio - 2 marzo 2020                                                                  | L'amica geniale - Storia del nuovo cognome                                                       | Fiction                  | Rai 1                   | Seconda stagione                                                      |
| 9 - 16 marzo 2020                                                                           | Il commissario Montalbano                                                                        | Fiction                  | Rai 1                   | Quattordicesima stagione                                              |
| 17 giugno 2020                                                                              | Finale Coppa Italia: Napoli - Juventus                                                           | Sport                    | Rai 1                   |                                                                       |
| 16 settembre - 4 novembre 2020                                                              | Ulisse - Il piacere della scoperta                                                               | Documentario             | Rai 1                   |                                                                       |
| 17 dicembre 2020                                                                            | Stanotte con Caravaggio                                                                          | Documentario             | Rai 1                   |                                                                       |
| 15 - 29 marzo 2021                                                                          | Màkari                                                                                           | Fiction                  | Rai 1                   | HDR HLG                                                               |
| 23 marzo - 13 aprile 2021                                                                   | Leonardo                                                                                         | Fiction                  | Rai 1                   | HDR HLG                                                               |
| 19 maggio 2021                                                                              | Finale Coppa Italia: Atalanta - Juventus                                                         | Sport                    | Rai 1                   |                                                                       |
| 7 - 10 giugno 2021                                                                          | Sogno azzurro                                                                                    | Sport                    | Rai 1                   |                                                                       |
| 11 giugno - 11 luglio 2021                                                                  | Campionato europeo di calcio 2020                                                                | Sport                    | Rai 1                   | 27 partite                                                            |
| 25 dicembre 2021                                                                            | Stanotte a Napoli                                                                                | Documentario             | Rai 1                   | HDR HLG                                                               |
| 28 dicembre 2021 - 18 gennaio 2022                                                          | Meraviglie - La penisola dei tesori                                                              | Documentario             | Rai 1                   | HDR HLG                                                               |
| 6 - 27 febbraio 2022                                                                        | L'amica geniale - Storia di chi fugge e di chi resta                                             | Fiction                  | Rai 1                   | Terza stagione                                                        |
| 7 - 21 febbraio 2022                                                                        | Màkari                                                                                           | Fiction                  | Rai 1                   | Seconda stagione                                                      |
| 10 - 14 maggio 2022                                                                         | Eurovision Song Contest 2022                                                                     | Intrattenimento musicale | Rai 1                   | HDR HLG                                                               |
| 14 settembre - 26 ottobre 2022                                                              | Il commissario Montalbano                                                                        | Fiction                  | Rai 1                   | Prima stagione                                                        |
| 16 novembre 2022                                                                            | Albania - Italia                                                                                 | Sport                    | Rai 1                   | Amichevole di calcio                                                  |
| 20 novembre - 18 dicembre 2022                                                              | Campionato mondiale di calcio 2022                                                               | Sport                    | Rai 1, Rai 2            |                                                                       |
| 20 novembre 2022                                                                            | Italia - Austria                                                                                 | Sport                    | Rai 1                   | Amichevole di calcio                                                  |
| 25 dicembre 2022                                                                            | Stanotte a Milano                                                                                | Documentario             | Rai 1                   | HDR HLG                                                               |
| 7 - 11 febbraio 2023                                                                        | 73º Festival della canzone italiana                                                              | Intrattenimento musicale | Rai 1                   | HDR HLG                                                               |
| 17 aprile - 1º maggio 2023                                                                  | Il commissario Montalbano                                                                        | Fiction                  | Rai 1                   | Quarta stagione                                                       |
| 16 giugno 2023                                                                              | Arena di Verona 100 anni in una notte                                                            | Opera lirica             | Rai 1                   |                                                                       |
| 18 settembre - 20 settembre 2023                                                            | Il commissario Montalbano                                                                        | Fiction                  | Rai 1                   | Quinta stagione                                                       |
| 8 novembre - 16 novembre 2023                                                               | Il commissario Montalbano                                                                        | Fiction                  | Rai 1                   | Quattordicesima e quindicesima stagione                               |
| 7 dicembre 2023                                                                             | Prima alla Scala Don Carlo                                                                       | Opera lirica             | Rai 1                   |                                                                       |
| 25 dicembre 2023                                                                            | Stanotte a Parigi                                                                                | Documentario             | Rai 1                   |                                                                       |
| 6 - 10 febbraio 2024                                                                        | PrimaFestival                                                                                    | Intrattenimento musicale | Rai 1                   |                                                                       |
| 6 - 10 febbraio 2024                                                                        | 74º Festival della canzone italiana                                                              | Intrattenimento musicale | Rai 1                   |                                                                       |
| 29 marzo 2024                                                                               | Speciale Porta a Porta                                                                           | Informazione             | Rai 1                   |                                                                       |
| 29 marzo 2024                                                                               | Rito della Via Crucis                                                                            | Religione                | Rai 1                   |                                                                       |
| 3 maggio 2024                                                                               | David di Donatello 2024                                                                          | Cinema                   | Rai 1                   |                                                                       |
| 14 giugno - 14 luglio 2024                                                                  | Campionato europeo di calcio 2024                                                                | Sport                    | Rai 1, Rai 2, Rai Sport | 31 partite                                                            |
| 6 ottobre 2024                                                                              | Cento un secolo di servizio pubblico                                                             | Intrattenimento          | Rai 1                   |                                                                       |
| 7 dicembre 2024                                                                             | Prima alla Scala. La forza del destino                                                           | Opera lirica             | Rai 1                   |                                                                       |
| 18 dicembre 2024                                                                            | Sarà Sanremo                                                                                     | Intrattenimento musicale | Rai 1                   |                                                                       |
| 24 dicembre 2024                                                                            | Santa Messa di Natale e apertura della Porta Santa A Sua immagine - Speciale Messaggio natalizio | Religione                | Rai 1                   |                                                                       |
| 25 dicembre 2024                                                                            | Stanotte a Roma                                                                                  | Documentario             | Rai 1                   |                                                                       |
| 11 - 15 febbraio 2025                                                                       | PrimaFestival 75º Festival della canzone italiana                                                | Intrattenimento musicale | Rai 1                   |                                                                       |
| 18 aprile 2025                                                                              | Speciale Porta a Porta Rito della Via Crucis                                                     | Informazione Religione   | Rai 1                   |                                                                       |
| 1° maggio 2025                                                                              | Concerto del Primo Maggio                                                                        | Intrattenimento musicale | Rai 3                   |                                                                       |
| 7 maggio 2025                                                                               | David di Donatello 2025                                                                          | Cinema                   | Rai 1                   |                                                                       |